# Elektrische bus
Een elektrische bus is een autobus die wordt aangedreven door een elektromotor die van stroom voorzien wordt door een accu. De volledig elektrische bus wordt ook wel 'batterij elektrische bus' of zero emissie-bus genoemd. De trolleybus en de brandstofcelbus hebben ook een elektromotor als aandrijving maar vormen een eigen categorie.
Voor het opladen van de accu kan onderscheid worden gemaakt tussen conventioneel laden en gelegenheidsladen (opportunity charging). Elektrische bussen voor conventioneel laden hebben een accu met een dusdanig hoge capaciteit dat ze normaal gesproken een volledige dienst kunnen rijden. 's Nachts in de stalling wordt de accu weer volledig opgeladen. Bij elektrische bussen voor gelegenheidsladen volstaat een kleinere accu, omdat de bus ook wordt opgeladen bij haltes waar de bus enige tijd stil staat, zoals eindpunten en overstaphaltes. Bij deze vorm van opladen wordt meestal gebruik gemaakt van een soort pantograaf of inductieplaat om de accu in korte tijd weer van voldoende energie te voorzien.
De Chinese miljoenenstad Shenzhen ging het jaar 2018 in met een volledig elektrische busvloot: 16.359 stuks, voor 80% geleverd door het in de stad gevestigde BYD. Het stadsbestuur investeerde ook in 300 laadpalen, waar de batterijen van de bussen in twee uur kunnen worden volgeladen, en in 8.000 verlichtingspalen met laadfunctie. De omschakeling van diesel naar elektrisch heeft als doel een vermindering van luchtvervuiling, geluidsoverlast en operationele kosten. De operatie werd uitgevoerd in zes jaar.

## Huidige bussen in Nederland
In 2014 heeft Connexxion op Texel proeven gedaan met een elektrische bus van BYD. De actieradius van de accu maakte dat de bus vaak uit de dienstregeling moest om te worden opgeladen. De proef is daarom stopgezet.
| Merk + type                     | Aantal | Status             | Series | Bouwjaar  | Inzet                                                                   | Opmerkingen | Afbeelding |
| Arriva                          | Arriva | Arriva             | Arriva | Arriva    | Arriva                                                                  | Arriva | Arriva     |
| ------------------------------- | ------ | ------------------ | --- | --------- | ----------------------------------------------------------------------- | --- | ---------- |
| BYD K9A                         | 1      | Naar Qbuzz         | 139 | 2013      | Schiermonnikoog                                                         | Afkomstig uit Finland. Naar Qbuzz als 1157 |            |
| VDL Citea LLE-99 Electric       | 1      | Buiten dienst      | 0726 | 2018      | Leeuwarden                                                              | |            |
| Mercedes-Benz eCitaro           | 1      | Buiten dienst      | 727 | 2020      | Limburg                                                                 | Demobus |            |
| VDL Citea SLF-120 Electric      | 1      | Buiten dienst      | 729 | 2018      | 's-Hertogenbosch                                                        | Demobus |            |
| BYD K9A                         | 6      | Naar Qbuzz         | 3001-3006 | 2013      | Schiermonnikoog                                                         | Naar Qbuzz als 1151-1156 |            |
| VDL Citea SLF-120 Electric      | 10     | Buiten dienst      | 3011-3020 | 2016      | Ameland, Terschelling en Vlieland                                       | 3017 droeg tot februari 2020 ook TCR nummer 611. |            |
| VDL Citea SLFA-180 Electric     | 4      | Buiten dienst      | 3031-3034 | 2017      | Ameland en Terschelling                                                 | |            |
| VDL Citea SLFA-181 Electric BRT | 2      | Buiten dienst      | 3041-3042 | 2021      | Airport Shuttle Lelystad                                                | Deze bussen hebben voorheen op Ameland en Terschelling gereden |            |
| VDL Citea LF-181 Electric       | 4      | In dienst          | 3043-3046 | 2025      | Stadsdienst Tilburg                                                     | |            |
| VDL Citea LE-135 Electric       | 20     | Deels in dienst    | 3051-3070 | 2025      | Oost-Brabant (Bravodirect)                                              | |            |
| VDL Citea LF-122 Electric       | 40     | Deels in dienst    | 4701-4740 | 2025      | Stadsdienst Tilburg                                                     | |            |
| Volvo 7900                      | 23     | Naar Qbuzz         | 4801-4823 | 2019      | Stadsdienst Leiden                                                      | Naar Qbuzz als 8100-8122 |            |
| Volvo 7900                      | 7      | In dienst          | 4852-4858 | 2020      | Stadsdienst 's-Hertogenbosch                                            | |            |
| Volvo 7900                      | 104    | In dienst          | 4891-4994 | 2023      | Twente                                                                  | |            |
| Solaris Urbino 15 Electric      | 14     | In aanbouw         | 5601-5614 | 2025      | Achterhoek-Rivierenland (SnelRRReis)                                    | |            |
| Rošero Zero First               | 3      | Verkocht           | 6050-6052 | 2010      | 's-Hertogenbosch (220Xpress)                                            | |            |
| Rošero Zero First               | 3      | Naar Qbuzz         | 6091-6093 | 2017      | Dordrecht (lijn 10)                                                     | Naar Qbuzz als 6151-6153 |            |
| VDL Midcity Electric            | 1      | In dienst          | 6094 | 2019      | West-Brabant                                                            | Reed voorheen op achtereenvolgens de stadsdienst van Leeuwarden en Vlieland. |            |
| Volvo 7700                      | 1      | Buiten dienst      | 6666 | 2010      | 's-Hertogenbosch (lijn 80)                                              | |            |
| Volkswagen e-Crafter            | 2      | In dienst          | 6818, 6819 | 2021      | 's-Hertogenbosch (lijn 250)                                             | |            |
| Solaris Urbino 18 Electric      | 4      | In dienst          | 7821-7824 | 2025      | Breda                                                                   | |            |
| VDL Citea SLFA-180 Electric     | 6      | Naar Qbuzz         | 8621-8626 | 2018      | Leeuwarden (lijnen 66, 603 en 612)                                      | Naar Qbuzz als 1301-1306 |            |
| VDL Citea SLF-120 Electric      | 12     | In dienst          | 9501-9503 | 2016      | 's-Hertogenbosch (lijnen 8, 9 en 70)                                    | |            |
| VDL Citea SLF-120 Electric      | 12     | In dienst          | 9504-9512 | 2018      | 's-Hertogenbosch (lijnen 8, 9 en 70)                                    | |            |
| VDL Citea SLF-120 Electric      | 28     | In dienst          | 9601-9604 | 2016      | Maastricht                                                              | |            |
| VDL Citea SLF-120 Electric      | 28     | In dienst          | 9605-9628 | 2018      | Maastricht                                                              | |            |
| VDL Citea LLE-99 Electric       | 2      | Naar Qbuzz         | 9641, 9642 | 2017      | Gorinchem                                                               | Naar Qbuzz als 6161 & 6162 |            |
| VDL Citea LLE-99 Electric       | 12     | In dienst          | 9651-9662 | 2016      | Venlo                                                                   | |            |
| Solaris Urbino 12 Electric      | 26     | In dienst          | 9671-9696 | 2025      | Breda                                                                   | |            |
| VDL Citea LLE-115 Electric      | 55     | In dienst          | 9701-9755 | 2019      | Limburg                                                                 | |            |
| VDL Citea LE-122 Electric       | 58     | In aanbouw         | n.n.b. | 2025      | West-Brabant                                                            | |            |
| VDL Citea LE-135 Electric       | 99     | In aanbouw         | n.n.b. | 2025      | West-Brabant (Bravodirect)                                              | |            |
| Connexxion                      |        |                    | |           |                                                                         | |            |
| VDL Citea SLF-120 Electric H2   | 4      | Buiten dienst      | 2000-2003 | 2019      | HWGO (R-net)                                                            | Waterstofbussen |            |
| Ebusco 2.2 LE 12 m              | 29     | In dienst          | 2004-2032 | 2020      | Haarlem-IJmond                                                          | |            |
| Ebusco 2.2 LE 12 m              | 16     | In dienst          | 2033-2048 | 2020      | Haarlem-IJmond (R-net)                                                  | |            |
| Ebusco 2.2 LE 12 m              | 49     | Deels in dienst    | 2049-2097 | 2020      | Amstelland-Meerlanden (R-net)                                           | In de nacht van 11 op 12 december 2020 zijn de 2053, 2056, 2067 en 2068 uitgebrand op het terrein van Connexxion aan de Laan van Decima in Haarlem.                                                                                        |            |
| Ebusco 2.2 LF 12 m              | 1      | In dienst          | 2098 | 2018      | Haarlem-IJmond                                                          | Ex Münchner Verkehrsgesellschaft 4011, exex Qbuzz 6138. |            |
| BYD K9UB                        | 1      | In dienst          | 2099 | 2019      | Haarlem-IJmond                                                          | |            |
| BYD K9                          | 8      | In dienst          | 2100-2107 | 2017      | Haarlem-IJmond                                                          | |            |
| Ebusco 2.2 LE 12.9 m            | 23     | Deels in dienst    | 2108-2130 | 2020      | Amstelland-Meerlanden (R-net)                                           | 2121 is verloren gegaan bij een brand in Ter Aar op 9 juni 2023. |            |
| VDL Citea SLF-120 Electric      | 9      | Nog niet in dienst | 2254-2262 | 2019      | n.n.b.                                                                  | Ex UniBuss Oslo 1240-1242, 1244-1249 |            |
| BYD K7                          | 21     | Deels in dienst    | 7550-7570 | 2018      | Noord-Holland Noord, Haarlem-IJmond                                     | Oorspronkelijk ingezet in Noord-Holland Noord. 7565-7568 en 7570 rijden in Haarlem-IJmond. 7551, 7553, 7556, 7561, 7562, 7569 naar Qbuzz als 1075-1077 en 6146-6148.                                                                       |            |
| VDL Midcity Electric            | 6      | Deels in dienst    | 7573-7577, 7583 | 2018      | Noord-Holland Noord, Haarlem-IJmond, Zeeland                            | Waren oorspronkelijk bedoeld voor Noord-Holland Noord. Bussen reden eerst in de Zaanstreek. Begin 2022 ging de 7583 naar Zeeland. Per 10 december 2023 gingen de 7573-7576 alsnog naar Noord-Holland Noord en de 7577 naar Haarlem-IJmond. |            |
| VDL Citea LLE-99 Electric       | 62     | Deels in dienst    | 7584-7645 | 2019      | Noord-Holland Noord                                                     | Ter vervanging van de nooit in dienst gestelde VDL Midcity Electric. 7635-7645 naar Transdev. |            |
| VDL Midcity Electric            | 8      | Buiten dienst      | 7646-7653 | 2018      | Haarlem-IJmond                                                          | |            |
| VDL Citea LLE-99 Electric       | 13     | In dienst          | 7654-7666 | 2020      | Haarlem-IJmond                                                          | |            |
| VDL Midcity Electric            | 8      | In dienst          | 7667-7674 | 2017      | Haarlem-IJmond                                                          | Oorspronkelijk gebouwd met dieselaandrijving als 1950-1957. Eind 2019 omgebouwd naar aandrijving op elektriciteit en hernummerd naar 7667-7674.                                                                                            |            |
| VDL Citea SLFA-181 Electric BRT | 10     | Nog niet in dienst | 9490-9499 | 2018      | Amstelland-Meerlanden (R-net)                                           | Ex EBS 1030-1039 |            |
| VDL Citea SLFA-181 Electric BRT | 51     | In dienst          | 9700-9750 | 2017      | 9700-9740: Schipholnet 9741-9750: Amstelland-Meerlanden (R-net)         | 9734 is verloren gegaan bij een brand in Ter Aar op 9 juni 2023. |            |
| VDL Citea SLFA-180 Electric     | 49     | Deels in dienst    | 9751-9799 | 2017      | Amstelland-Meerlanden (R-net)                                           | 9769 is uit dienst na een aanrijding met een viaduct, 9797 is verloren gegaan bij een brand in Ter Aar op 9 juni 2023. |            |
| Ebusco 2.2 18 m                 | 39     | In dienst          | 9800-9838 | 2020      | Amstelland-Meerlanden (R-net)                                           | |            |
| EBS                             |        |                    | |           |                                                                         | |            |
| VDL Citea SLFA-181 Electric BRT | 10     | Naar Connexxion    | 1030-1039 | 2018      | Waterland (lijn 316)                                                    | Naar Connexxion als 9490-9499 |            |
| BYD K9UB                        | 167    | In dienst          | 2001-2005, 2007-2025, 2027-2033, 2035-2040, 2042-2045, 2047-2056, 2059-2067, 2069-2072, 2074-2088, 2090-2094, 2096-2100, 2102-2105, 2107-2131, 2133-2136, 2138-2141, 2143-2147, 2149-2168, 2170, 2172-2182, 2184, 2186-2188 | 2020      | IJssel-Vecht                                                            | Overgenomen van Keolis. 36 bussen hebben sinds februari 2023 de 27xx-nummering |            |
| BYD K9UB                        | 18     | In dienst          | 2201-2218 | 2020      | Stadsdienst Zwolle                                                      | Overgenomen van Keolis |            |
| BYD K9UE                        | 40     | In dienst          | 2301-2340 | 2020      | IJssel-Vecht (ComfortRRReis)                                            | Overgenomen van Keolis |            |
| BYD K7                          | 13     | In dienst          | 2401-2413 | 2021      | Stadsdiensten van Lelystad en Purmerend                                 | Overgenomen van Keolis |            |
| Ebusco 3.0 LE 12 m              | 31     | Deels in dienst    | 2501-2531 | 2025      | IJssel-Vecht                                                            | Waren oorspronkelijk voor Qbuzz bedoeld |            |
| BYD K9UB                        | 36     | In dienst          | 2701-2736 | 2020      | IJssel-Vecht (SnelRRReis)                                               | Overgenomen van Keolis. Ex 20xx en 21xx |            |
| VDL Citea LE-122 Electric       | 60     | In dienst          | 4201-4260 | 2023-2024 | Zaanstreek-Waterland (M.net)                                            | |            |
| VDL Citea LE-135 Electric       | 96     | Deels in dienst    | 4301-4396 | 2024      | Zaanstreek-Waterland (R-net)                                            | |            |
| VDL Citea LE-135 Electric       | 37     | In dienst          | 4401-4437 | 2024      | Zaanstreek-Waterland (M.net)                                            | |            |
| BYD B12                         | 21     | Nog niet in dienst | 5201-5221 | 2025      | Haaglanden Streek (R-net)                                               | |            |
| BYD B12                         | 22     | Nog niet in dienst | 5222-5243 | 2025      | Haaglanden Streek (MRDH)                                                | |            |
| VDL Citea LLE-99 Electric       | 23     | In dienst          | 6001-6023 | 2019      | Stadsdiensten van Delft en Zoetermeer                                   | |            |
| VDL Midcity Electric            | 8      | In dienst          | 9101-9108 | 2018      | Zaanstreek-Waterland (M.net)                                            | Waren oorspronkelijk bedoeld voor Connexxion. |            |
| BYD B12                         | n.n.b. | Nog niet in dienst | n.n.b. | 2025      | Zeeland                                                                 | |            |
| Groengrijs                      |        |                    | |           |                                                                         | |            |
| Ebusco 2.1                      | 3      | In dienst          | 81-BTG-3, 77-BTS-9, 78-BTS-9 | 2017      | Schoolvervoer                                                           | Afkomstig uit Noorwegen |            |
| GVB                             |        |                    | |           |                                                                         | |            |
| VDL Citea SLFA-180 Electric     | 22     | In dienst          | 1901-1922 | 2020      | Amsterdam                                                               | |            |
| VDL Citea SLF-120 Electric      | 9      | In dienst          | 1951-1959 | 2020      | Amsterdam                                                               | |            |
| VDL Citea SLFA-180 Electric     | 13     | In dienst          | 2171-2183 | 2021      | Amsterdam (R-net lijn 369)                                              | |            |
| VDL Citea SLFA-180 Electric     | 31     | In dienst          | 2251-2281 | 2022      | Amsterdam                                                               | |            |
| VDL Citea LF-181 Electric       | 30     | Deels in dienst    | 2401-2430 | 2024      | Amsterdam                                                               | |            |
| VDL Citea LF-122 Electric       | 54     | Deels in dienst    | 2441-2494 | 2024      | Amsterdam                                                               | |            |
| GVU                             |        |                    | |           |                                                                         | |            |
| Cacciamali Elfo                 | 1      | Geëxporteerd       | 3143 | 2002      | Utrecht (lijn 2)                                                        | Ex-AMT Genova E102 |            |
| Hermes                          |        |                    | |           |                                                                         | |            |
| VDL Citea LF-122 Electric       | 32     | In dienst          | 2151-2182 | 2023      | Stadsdienst Eindhoven                                                   | |            |
| VDL Citea LE-122 Electric       | 32     | In dienst          | 2222-2253 | 2024      | Zuidoost-Brabant                                                        | |            |
| VDL Citea SLFA-181 Electric BRT | 43     | In dienst          | 9500-9542 | 2016      | Eindhoven (Bravodirect)                                                 | |            |
| VDL Citea SLFA-180 Electric     | 18     | Deels in dienst    | 9543-9560 | 2019      | Zuidoost-Brabant (Bravodirect)                                          | Ex UniBuss Oslo 3101-3105, 3110, 3112, 3113, 3116-3120, 3123-3125, 3127, 3128 |            |
| HTM                             |        |                    | |           |                                                                         | |            |
| Mercedes-Benz eCitaro           | 42     | Deels in dienst    | 1401-1442 | 2024      | Den Haag                                                                | |            |
| Mercedes-Benz eCitaro G         | 60     | Deels in dienst    | 1501-1560 | 2024      | Den Haag (lijnen 23 t/m 26)                                             | |            |
| VDL Citea SLF-120 Electric      | 8      | In dienst          | 2001-2008 | 2018      | Den Haag                                                                | |            |
| Keolis Nederland                |        |                    | |           |                                                                         | |            |
| BYD K9UB                        | 188    | Buiten dienst      | 2001-2188 | 2020      | IJssel-Vecht                                                            | 167 van de 188 bussen zijn in december 2022 naar EBS gegaan. 2041, 2046, 2057, 2089, 2101, 2106, 2132, 2169, 2171, 2183 en 2185 naar Schiphol als 217-227.                                                                                 |            |
| BYD K9UB                        | 18     | Naar EBS           | 2201-2218 | 2020      | Stadsdienst Zwolle                                                      | |            |
| BYD K9UE                        | 40     | Naar EBS           | 2301-2340 | 2020      | IJssel-Vecht (ComfortRRReis)                                            | |            |
| BYD K7                          | 13     | Naar EBS           | 2401-2413 | 2021      | IJssel-Vecht (minder drukke lijnen)                                     | |            |
| BYD K9                          | 7      | In dienst          | 6301-6307 | 2017      | Almere                                                                  | |            |
| Rošero Zero First               | 1      | In dienst          | 6401 | 2017      | Almere (duinGo lijn 24)                                                 | |            |
| Yutong U12                      | ??     | In aanbouw         | 8101-81?? | 2025      | Utrecht Buiten (U-bus)                                                  | |            |
| Yutong U12                      | ??     | In aanbouw         | 8201-82?? | 2025      | Utrecht Buiten (U-link)                                                 | |            |
| Yutong U15                      | ??     | In aanbouw         | 8301-83?? | 2025      | Utrecht Buiten (U-liner)                                                | |            |
| Yutong U15                      | ??     | In aanbouw         | 8501-85?? | 2025      | Utrecht Buiten (U-bus)                                                  | |            |
| Yutong U18                      | 2      | In aanbouw         | 8601, 8602 | 2025      | Utrecht Buiten (U-bus)                                                  | |            |
| Yutong U18                      | 3      | In aanbouw         | 8701-8703 | 2025      | Utrecht Buiten (U-liner)                                                | |            |
| Nooteboom Tours                 |        |                    | |           |                                                                         | |            |
| Volvo 7900                      | 1      | In dienst          | 21 | 2023      |                                                                         | |            |
| Qbuzz                           |        |                    | |           |                                                                         | |            |
| BYD K7                          | 3      | In dienst          | 1075-1077 | 2018      | Vlieland & Schiermonnikoog                                              | Ex Connexxion 7556, 7561 en 7569 |            |
| BYD K9                          | 7      | In dienst          | 1151-1157 | 2013      | Schiermonnikoog                                                         | Ex Arriva 3001-3006 en 139 |            |
| Volvo 7900                      | 2      | In dienst          | 1158, 1159 | 2020      | Ameland & Terschelling                                                  | |            |
| VDL Citea SLFA-180 Electric     | 6      | In dienst          | 1301-1306 | 2018      | Ameland & Terschelling                                                  | Ex Arriva 8621-8626 |            |
| Ebusco 2.1                      | 2      | Buiten dienst      | 3026, 3027 | 2017      | Groningen-Drenthe (streek)                                              | |            |
| VDL Citea SLFA-181 Electric BRT | 10     | In dienst          | 3471-3480 | 2017      | Groningen (Q-links 1 en 2)                                              | |            |
| Optare Solo M995SR-EV           | 3      | Buiten dienst      | 4301-4303 | 2013      | Utrecht (lijn 2)                                                        | |            |
| Iveco Bus E-WAY 10.7            | 3      | In dienst          | 4307-4309 | 2021      | Utrecht (lijn 2)                                                        | |            |
| Ebusco 2.1                      | 10     | In dienst          | 4601-4610 | 2017      | Utrecht (lijn 1)                                                        | |            |
| Ebusco 2.0                      | 1      | In dienst          | 4611 | 2018      | Utrecht (lijn 1) extra bus                                              | |            |
| Ebusco 2.2 LE 12 m              | 20     | In dienst          | 4650-4669 | 2020      | Utrecht (U-links 34 en 50)                                              | |            |
| Heuliez GX 437 Linium ELEC      | 35     | In dienst          | 4801-4835 | 2020      | Utrecht (lijnen 3, 7 en 8)                                              | |            |
| Ebusco 2.2 LF 12 m              | 39     | Deels in dienst    | 6101-6139 | 2018      | Drechtsteden, Molenlanden & Gorinchem (stadsBuzz Drechtsteden), Fryslân | De 6136 en 6137 rijden tijdelijk in de concessie Fryslân. 6138 en 6139 zijn tijdelijke demobussen, sinds september 2019 in dienst bij MVG in München. 6138 is later teruggekeerd naar Nederland en is bij Connexxion gaan rijden als 2098. |            |
| BYD K7                          | 3      | In dienst          | 6146-6148 | 2018      | Drechtsteden, Molenlanden & Gorinchem (streekBuzz)                      | Ex Connexxion 7551, 7553 en 7562 |            |
| Rošero Zero First               | 3      | Buiten dienst      | 6151-6153 | 2017      | Drechtsteden, Molenlanden en Gorinchem (stadsBuzz lijn 10)              | Ex Arriva 6091-6093 |            |
| Rošero Zero First               | 3      | In dienst          | 6154-6156 | 2018      | Drechtsteden, Molenlanden en Gorinchem (stadsBuzz lijn 10)              | |            |
| VDL Citea LLE-99 Electric       | 2      | Buiten dienst      | 6161, 6162 | 2017      | Drechtsteden, Molenlanden & Gorinchem (stadsBuzz Gorinchem)             | Ex Arriva 9641 & 9642 |            |
| VDL Citea SLF-120 Electric      | 32     | In dienst          | 7001-7032 | 2019      | Groningen-Drenthe (stad), Terschelling                                  | 7029-7032 rijden op Terschelling |            |
| VDL Citea SLFA-180 Electric     | 11     | In dienst          | 7050-7060 | 2019      | Groningen-Drenthe (stad)                                                | |            |
| Ebusco 2.2 LE 12 m              | 60     | In dienst          | 7301-7360 | 2019      | Groningen-Drenthe (streek)                                              | |            |
| Heuliez GX 437 Linium ELEC      | 49     | In dienst          | 7401-7449 | 2019      | Groningen (Q-links 3 t/m 6)                                             | Optie voor 51 exemplaren die binnen vier jaar ingediend kan worden. |            |
| Mercedes-Benz eCitaro G         | 10     | In dienst          | 7468-7477 | 2024      | Groningen (Q-link)                                                      | |            |
| Mercedes-Benz eCitaro G         | 25     | In dienst          | 7523-7547 | 2024      | Groningen-Drenthe                                                       | |            |
| Yutong U15                      | 54     | In aanbouw         | 7701-7754 | 2025      | Groningen-Drenthe (Qliner)                                              | |            |
| Iveco Bus E-WAY 10.7            | 15     | In dienst          | 8001-8015 | 2024      | Zuid-Holland Noord (stadsBuzz Gouda & Alphen aan den Rijn)              | |            |
| Iveco Bus E-WAY 12              | 23     | In dienst          | 8051-8073 | 2024      | Zuid-Holland Noord (stadsBuzz Leiden)                                   | |            |
| Volvo 7900                      | 23     | In dienst          | 8100-8122 | 2019      | Zuid-Holland Noord (streekBuzz)                                         | Ex Arriva 4801-4823 |            |
| Iveco Crossway LE ELEC 12       | 102    | In dienst          | 8201-8302 | 2024      | Zuid-Holland Noord (streekBuzz)                                         | |            |
| Yutong U13                      | 56     | In aanbouw         | 8601-8656 | 2025      | Zuid-Holland Noord (snelBuzz)                                           | |            |
| Yutong U15                      | 50     | In dienst          | 8701-8750 | 2024      | Zuid-Holland Noord (R-net)                                              | |            |
| Yutong U15                      | 6      | In aanbouw         | 8751-8756 | 2025      | Zuid-Holland Noord (R-net)                                              | |            |
| Ebusco 2.0                      | 1      | Buiten dienst      | 9991 | 2016      | Groningen (Airportlink 100)                                             | |            |
| Ebusco 2.0                      | 1      | Buiten dienst      | 9992 | 2017      | Groningen (Airportlink 100)                                             | |            |
| RET                             |        |                    | |           |                                                                         | |            |
| VDL Citea CLF 120 eBusz         | 1      | Buiten dienst      | 405 | 2010      | Rotterdam (lijn 70)                                                     | Was tot 2019 een hybride bus. |            |
| VDL Citea SLF-120 Electric      | 55     | In dienst          | 1401-1455 | 2019      | Rotterdam                                                               | |            |
| VDL Citea SLF-120 Electric      | 42     | In dienst          | 1501-1542 | 2021-2022 | Rotterdam                                                               | |            |
| Mercedes-Benz eCitaro           | 27     | In aanbouw         | n.n.b. | 2025      | Rotterdam                                                               | |            |
| Karsan e-ATAK                   | 2      | In dienst          | BB-140-K, BB-521-K | 2025      | Rotterdam (lijn 533)                                                    | Zelfrijdende bussen. |            |
| Schiphol                        |        |                    | |           |                                                                         | |            |
| BYD K9                          | 37     | In dienst          | 101-137 | 2015      | Schiphol Airside                                                        | Ex-HTM Specials |            |
| BYD K9UB                        | 27     | In dienst          | 201-216 | 2019      | Schiphol Airside                                                        | |            |
| BYD K9UB                        | 27     | In dienst          | 217-227 | 2020      | Schiphol Airside                                                        | Ex-Keolis 2041, 2046, 2057, 2089, 2101, 2106, 2132, 2169, 2171, 2183 en 2185 |            |
| MAN Lion's City 12E             | 10     | In dienst          | 228-237 | 2025      | Schiphol Airside                                                        | |            |
| Solaris Urbino 18 Electric      | 7      | In dienst          | 1111-1117 | 2024      | Schiphol Landside                                                       | |            |
| Syntus Utrecht                  |        |                    | |           |                                                                         | |            |
| BYD K9                          | 2      | Buiten dienst      | 1900, 1901 | 2016      | Amersfoort                                                              | Demobussen, de 1901 ging naar TCR Vlieland. |            |
| BYD K9                          | 2      | In dienst          | 1902, 1903 | 2018      | Provincie Utrecht                                                       | |            |
| BYD K9                          | 5      | In dienst          | 1904-1908 | 2019      | Provincie Utrecht                                                       | |            |
| TCR                             |        |                    | |           |                                                                         | |            |
| Rošero Zero First               | 1      | Buiten dienst      | 545 | 2012      | Vlieland                                                                | |            |
| Rošero Zero First               | 1      | Buiten dienst      | 626 | 2010      | Renesse                                                                 | Ex-Arriva 6051 |            |
| BYD K9                          | 1      | Buiten dienst      | 45-BHR-1 | 2016      | Vlieland                                                                | Reserve bus, reed in opdracht van Arriva. Ex Syntus Utrecht 1901 (Amersfoort). |            |
| Transdev                        |        |                    | |           |                                                                         | |            |
| Ebusco 2.2 LE 12 m              | 20     | Nog niet in dienst | n.n.b. | 2020      | Utrecht Binnen                                                          | Ex Qbuzz 4650 - 4669 |            |
| Ebusco 3.0 LE 12 m              | 39     | In dienst          | 2183-2221 | 2023-2024 | Gooi en Vechtstreek                                                     | |            |
| Heuliez GX 437 Linium ELEC      | 35     | Nog niet in dienst | n.n.b. | 2020      | Utrecht Binnen                                                          | Ex Qbuzz 4801 - 4835 |            |
| Iveco E-way 10.7                | 3      | Nog niet in dienst | n.n.b. | 2021      | Utrecht Binnen                                                          | Ex Qbuzz 4307 - 4309 |            |
| Solaris Urbino 12 Electric      | n.n.b. | Nog niet in dienst | n.n.b. | 2025      | Utrecht Binnen                                                          | |            |
| Solaris Urbino 18 Electric      | n.n.b. | Nog niet in dienst | n.n.b. | 2025      | Utrecht Binnen                                                          | |            |
| Solaris Urbino 24 Electric      | n.n.b. | Nog niet in dienst | n.n.b. | 2025      | Utrecht Binnen                                                          | |            |
| VDL Citea LLE-99 Electric       | 11     | In dienst          | 7635-7645 | 2019      | Gooi en Vechtstreek                                                     | Ex-Connexxion |            |
| VDL Citea LLE-115 Electric      | 17     | In dienst          | 7675-7691 | 2021      | Gooi en Vechtstreek                                                     | |            |

## Huidige bussen in Vlaanderen
In maart 2022 zijn er drie proefprojecten van De Lijn: in Leuven, Antwerpen en Gent.

## Experimentele bussen

### Zelfrijdende bussen
De ParkShuttle II is een elektronisch geleide elektrische bus die automatisch werkt (zonder chauffeur) en rijdt in de regio Rotterdam. De exploitant van de ParkShuttle is Connexxion. De gemeente Ooststellingwerf (Friesland) heeft een proef gehouden met twee zelfrijdende elektrische 6-persoons shuttlebusjes tussen het bezoekerscentrum van Staatsbosbeheer en de Wester Es in het dorp, een traject van 2,5 kilometer, die slechts drie dagen heeft gereden.
In Australië is een experiment gestart met een autonoom rijdende bus, de Intellibus. De bus rijdt zonder chauffeur, heeft geen stuur en biedt plaats aan maximaal 11 personen. Hij maakt gebruik van Lidar, GPS, odometrie en camera's om obstakels te detecteren en te navigeren. De Intellibus wordt draadloos opgeladen. In de toekomst moet de bus op de openbare weg gaan rijden.

### Pantograafbussen

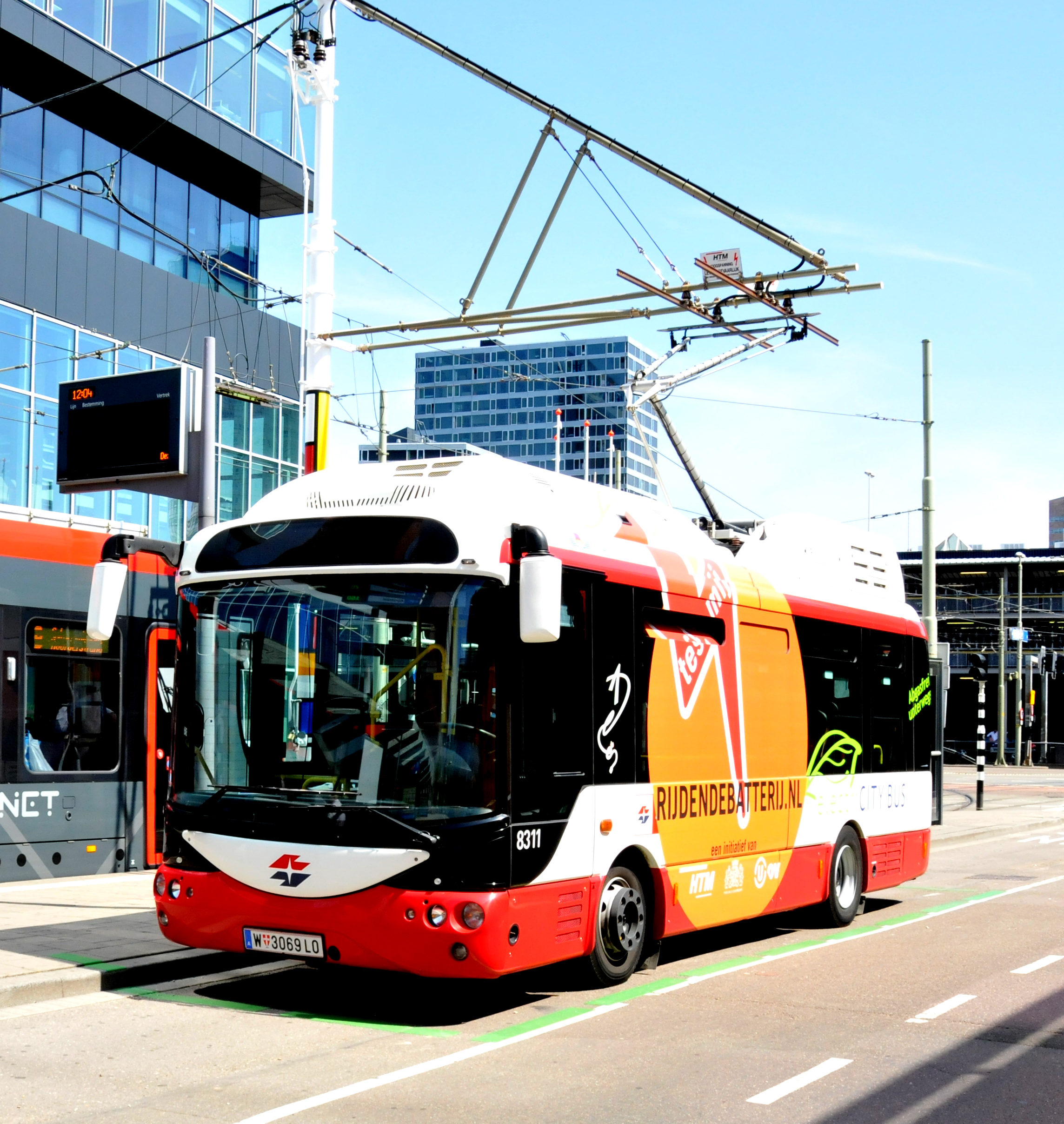
Wiener Linien-bus met tweedradig oplaadstation dicht bij Station Den Haag Centraal.

Den Haag (HTM), Utrecht (U-OV) en de provincie Utrecht hebben een experiment met een elektrische bus met batterij en pantograaf gedaan waarbij gebruik werd gemaakt van het bestaande stroomnetwerk van de tram. Voor de gangbare elektrische bussen moeten kostbare oplaadstations langs de busroute gebouwd worden. Voor het nieuwe type bussen zijn de investeringen in laadstations betaalbaarder en daarmee sneller in te voeren. De accu kan in 8 minuten worden opgeladen en de bus heeft een actieradius van 50 km. Arnhem, met zijn trolleybusseninfrastructuur, is inmiddels ook deze weg opgegaan (zie onder).

## Geschiedenis

### In Nederland
Nederland behoort internationaal tot de voorhoede wat betreft het aantal elektrische bussen. In 2019 reden er 300 elektrische bussen.
In Rotterdam zette de RET vanaf eind 2019 de eerste 55 elektrische bussen van het tyep VDL CiteaE in. In de jaren daarna verschenen er meer elektrische bussen in Rotterdam.
Ook in Amsterdam zijn in 2020 de eerste elektrische bussen in dienst gesteld. Het GVB wilde vanaf 2017 beginnen met de omschakeling naar elektrisch aangedreven bussen in de stad. De bussen zouden door middel van de bovenleidingen van de trams worden opgeladen en daarnaast ook los van de rails kunnen rijden door gebruik van tractiebatterijen. Eind 2018 werd er bekendgemaakt dat het GVB vanaf 2020 de eerste 31 elektrische bussen van het type VDL CiteaE gaat inzetten. In 2020 zijn er 22 gelede en 9 'enkele' elektrische bussen in dienst gesteld. Voor de elektrische busdienst zijn er bij Station Amsterdam Sloterdijk laadpalen neergezet.
Arnhem blijft trouw aan het oude concept van de trolleybus en behoort daarmee tot een eigen categorie. Met de introductie van Trolley 2.0 gaat deze stad ook de weg op van de elektrische bus. Het ligt in de rede om trolleybussen van accu's te voorzien die tijdens het rijden onder bovenleiding opladen. Met behulp van energie uit accu's kunnen deze bussen binnen het stadsgebied en tot maximaal 10 kilometer daarbuiten in beginsel alle dieselbussen vervangen zonder dat daar enige noemenswaardige nieuwe infrastructuur voor hoeft te worden aangelegd. Nog in maart 2019 werden twee verbouwde bussen afgeleverd waarmee proeven worden genomen.

## Toekomstvisie

### Nederland
In het Bestuursakkoord 2016 werd tussen de 14 concessiehouders (12 provincies en de 2 vervoerregio's) en Staatssecretaris Sharon Dijksma (Infrastructuur en Milieu) besloten dat uiterlijk in 2025 alle nieuwe bussen emissievrij moeten zijn en volledig gebruikmaken van hernieuwbare energie of brandstof en dat in 2030 alle bussen emissievrij moeten zijn. De verwachting is dat stadsvervoer grotendeels elektrisch wordt en streekvervoer meer gebruik gaat maken van waterstofbussen.

### Vlaanderen
Tegen 2025 moeten alle bussen in de stadskernen van de centrumsteden en de Vlaamse rand (rond Brussel) emissievrij rijden. Het plan is om tegen 2035 alleen emissievrije bussen te gebruiken in Vlaanderen.

## Trivia
De elektrische bussen van de HTM zijn naast met een claxon ook met een elektrische trambel uitgerust.